# Spizaetus
Spizaetus är ett släkte örnar i familjen hökar som förekommer i Latinamerika. Numera förs fyra arter till släktet:
- Tyrannörn (S. tyrannus)
- Svartvit örn (S. melanoleucus) – placerades tidigare i släktet Spizastur
- Praktörn (S. ornatus)
- Andinsk örn (S. isidori) – placerades tidigare i släktet Oroaetus

Ytterligare två arter finns beskrivna som dog ut under sen pleistocen:
- Spizaetus willetti
- Spizaetus grinnelli

Tidigare inkluderades även asiatiska örnar som orientörn och bergörn, men DNA-studier visar att de står närmare exempelvis Ictinaetus och lyfts nu ut till det egna släktet Nisaetus. Även skogsörn, numera Aquila africana, fördes tidigare hit.